# Veikko Pihlajamäki
Veikko Jaakko Uolevi Pihlajamäki, född 4 mars 1922 i Kauhava, död där 12 april 2007, var en finländsk centerpartistisk politiker. Han var ledamot av Finlands riksdag mellan 1972 och 1987. Som Finlands försvarsminister tjänstgjorde han i regeringen Sorsa IV 1983–1987.
Pihlajamäki studerade till diplomingenjör vid Tekniska högskolan och arbetade som lantmäteriingenjör i Vasa län. År 1951 gifte han sig med Sylvi Kyllikki Helojärvi.
Pihlajamäki tillhörde partiets högerflygel och var bestämd motståndare till den så kallade K-linjen. Efter att dess makt brutits  efterträdde han 1983 Juhani Saukkonen som försvarsminister och efterträddes 1987 av Ole Norrback. Han utgav memoarerna Kohtalona K-linja (1995) och tilldelades ministers titel 2002.